# Relații internaționale

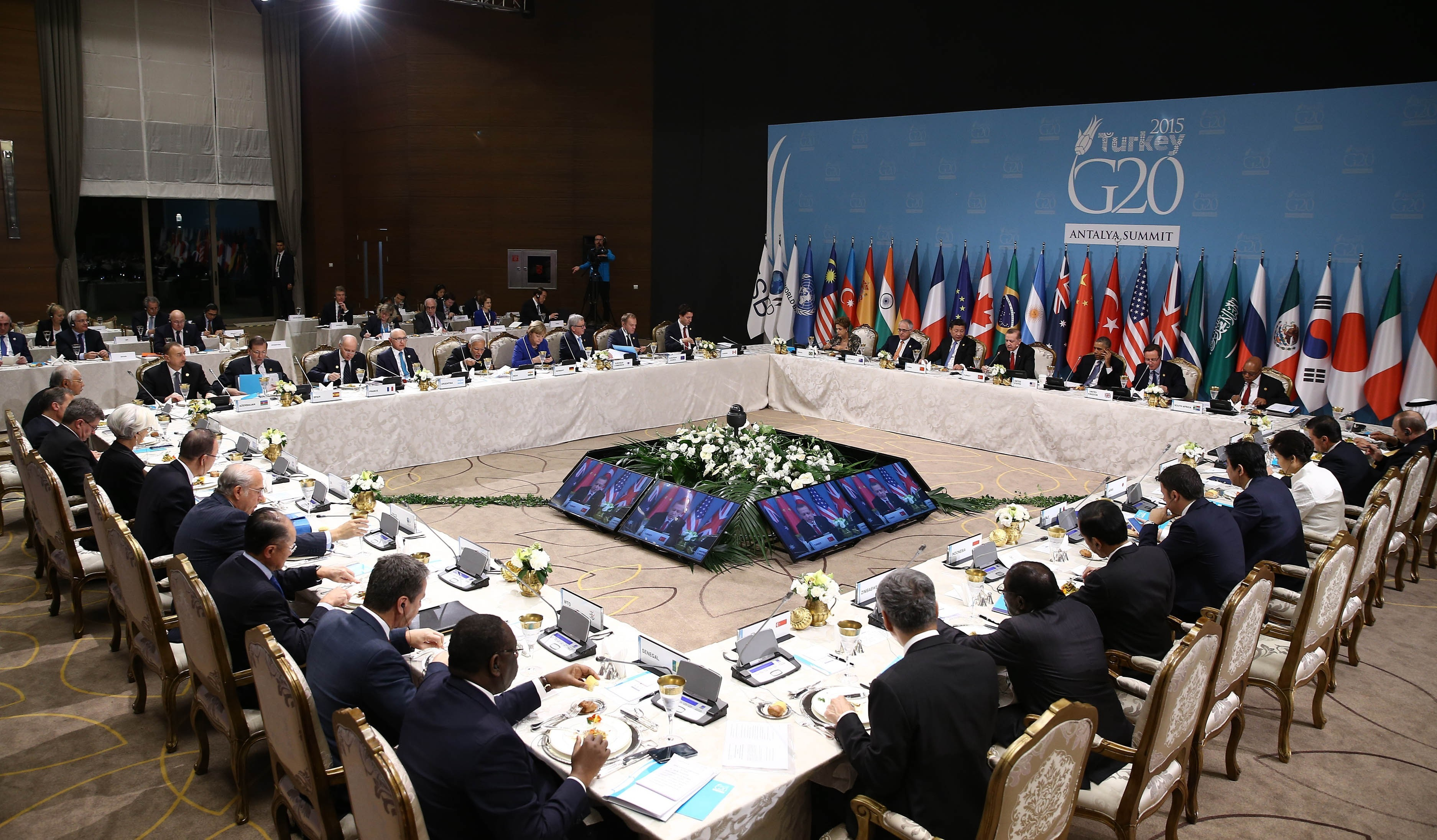
Relații internaționale

Relațiile Internaționale (IR) sau Relațiunile Internaționale sunt un domeniu academic, o ramură a științelor politice, care studiază relațiile dintre actorii statali din cadrul sistemului internațional și interacțiunile lor cu actori non-statali (organizații interguvernamentale, organizații nonguvernamentale, corporații internaționale etc.). Acest domeniu de studiu este unul interdisciplinar, cele mai importante contribuții provenind din științele politice, economie, geopolitică, studiile de securitate, istorie, filosofie, drept, studii culturale (studii de arie).
Principalele arii de cercetare înrudite domeniului relațiilor internaționale sunt: economia politică internațională, politica externă, studiile de securitate și cercetările asupra păcii.
Termenul de relații internaționale se referă la totalitatea interacțiunilor din cadrul sistemului internațional și la domeniul de studiu pe care le cercetează.
Într-o ierarhizare de tip didactic poate fi spus că termenul de politica externă care denumește o parte a activității unui guvern, este parte a politicii internaționale, care, la rândul ei, e parte a relațiilor internaționale. Prin Politica internațională se înțeleg relațiile dintre două sau mai multe state. 
În mediul anglo-saxon pentru a denumi programe academice în domeniul relațiilor internaționale se folosesc și termenii de studii internaționale (International Studies), politică internațională (International Politics) sau afaceri internaționale (International Affairs) . În România studiul acestui domeniu este, de cele mai multe, ori combinat cu cel al studiilor europene.

## Teoria Relațiilor internaționale
Realism și Neorealism

Idealism, Liberalism și Neoliberalism

Marxism și Teoria dependenței

Funcționalism și Neofuncționalism 

Teoria critică  și Constructivism

## Istorie
Aspecte ale relațiilor internaționale au fost studiate încă din timpul istoricului grec Tucidide.
Relațiile internaționale, ca domeniu academic separat, s-a conturat în Marea Britanie după Primul Război Mondial. Primul departament axat pe studiul Politicii internaționale a fost constituit la  University of Wales din Aberystwyth, în 1919. 
Începând cu 1924, Relațiile internaționale au început să fie predate la London School of Economics de către laureatul premiului Nobel, Philip Noel-Baker, în 1927 înființându-se un departament de Relații internaționale în cadrul acestei universități.
După Al Doilea Război Mondial, această disciplină academică a cunoscut o dezvoltare impetuoasă, cu deosebire în universitățile din SUA și Europa Occidentală.